# 梅特·特兰堡
梅特·特兰堡（丹麥語：Mette Tranborg，1996年1月1日—），生于奥胡斯，丹麦女子手球运动员，2021年世界女子手球锦标赛铜牌得主、2024年夏季奥林匹克运动会女子铜牌得主。